# Az Üstökös
Az Üstökös korai magyar humoros időszaki lap volt (a Pallas nagy lexikona szerint humoristico-belletrisztikus hetilap), amely 1858. augusztus 21-én indult meg Pesten. Több mint 70 éven át jelent meg, utolsó lapszáma 1918. november 12-én került kiadásra.

## Története
A Jókai-féle Nagy Tükör (1856–1858) és Kakas Márton albuma című folyóiratokból keletkezett, a müncheni Fliegende Blätter német vicclap mintájára.
Szerkesztője és kiadótulajdonosa Jókai Mór volt, nyomtatta Landerer és Heckenast nyomdája. A cikkeket Jankó János zsánerrajzai, karikatúrái (olykor képregényei) élénkítették. 1863. április 25-étől Dienes Lajos vette át a szerkesztést, Jókai pedig mint tulajdonos a lap főmunkatársa maradt. 1865. augusztus 15-étől ismét Jókai szerkesztette. Az 1000. szám 1877. október 14-én, a 2000. pedig 1896. január 10-én jelent meg. 
1880. január 11-étől Szabó Endre volt a szerkesztője, 1882. január 1-jétől egyszersmind kiadótulajdonosa a lapnak. 1863. július 4-től Emich Gusztávnál, majd az Athenaeumban nyomtatták. A századforduló táján a Pallas Részvénytársaság nyomdájában jelent meg. Utolsó szerkesztője Nagy Imre újságíró, humorista (Az Ojság) volt.